# Bragado (Portugal)
Bragado ist eine Gemeinde (Freguesia) im portugiesischen Kreis (Concelho) von Vila Pouca de Aguiar. In ihr leben 446 Einwohner (Stand 19. April 2021).

## Geschichte
Funde belegen die Besiedlung seit vorgeschichtlichen Zeiten bis zur Ankunft der Römer, die in der Region verschiedene Erzminen betrieben (unter anderem die Goldmine Tresminas). Der heutige Ort ist vermutlich im 13. Jahrhundert neu besiedelt worden. Er unterstand dem Christusorden. Verwaltungstechnisch war er seither dem Kreis von Aguiar da Pena angeschlossen, um seit seiner Auflösung im 19. Jahrhundert zum neugeschaffenen Kreis Vila Pouca de Aguiar zu gehören.

## Kultur und Sehenswürdigkeiten
Das Herrenhaus Solar de Boaventura, die mittelalterliche Steinbrücke Ponte da Ola, und verschiedene Sakralbauten stehen in der Gemeinde unter Denkmalschutz, darunter die manieristisch-barocke Gemeindekirche Igreja Paroquial de Bragado (auch Igreja de São Pedro).

## Verwaltung
Bragado ist Sitz einer gleichnamigen Gemeinde (Freguesia). Folgende Ortschaften gehören zur Gemeinde:
- Bragado
- Carrazedo da Cabugueira
- Monteiros
- Vilela da Cabugueira